# Petite Anse
Petite Anse – zatoka (ang. cove, fr. anse) Oceanu Atlantyckiego w kanadyjskiej prowincji Nowa Szkocja, w hrabstwie Richmond; nazwa urzędowo zatwierdzona 6 września 1956.